# OOOTOKO
 (mai 2025).
La mise en forme du texte ne suit pas les recommandations de Wikipédia : il faut le « wikifier ».
Les points d'amélioration suivants sont les cas les plus fréquents. Le détail des points à revoir est peut-être précisé sur la page de discussion.
- Les titres sont pré-formatés par le logiciel. Ils ne sont ni en capitales, ni en gras.
- Le texte ne doit pas être écrit en capitales (les noms de famille non plus), ni en gras, ni en italique, ni en « petit »…
- Le gras n'est utilisé que pour surligner le titre de l'article dans l'introduction, une seule fois.
- L'italique est rarement utilisé : mots en langue étrangère, titres d'œuvres, noms de bateaux, etc.
- Les citations ne sont pas en italique mais en corps de texte normal. Elles sont entourées par des guillemets français : « et ».
- Les listes à puces sont à éviter, des paragraphes rédigés étant largement préférés. Les tableaux sont à réserver à la présentation de données structurées (résultats, etc.).
- Les appels de note de bas de page (petits chiffres en exposant, introduits par l'outil «  Source ») sont à placer entre la fin de phrase et le point final[comme ça].
- Les liens internes (vers d'autres articles de Wikipédia) sont à choisir avec parcimonie. Créez des liens vers des articles approfondissant le sujet. Les termes génériques sans rapport avec le sujet sont à éviter, ainsi que les répétitions de liens vers un même terme.
- Les liens externes sont à placer uniquement dans une section « Liens externes », à la fin de l'article. Ces liens sont à choisir avec parcimonie suivant les règles définies. Si un lien sert de source à l'article, son insertion dans le texte est à faire par les notes de bas de page.
- La présentation des références doit suivre les conventions bibliographiques. Il est recommandé d'utiliser les modèles {{Ouvrage}}, {{Chapitre}}, {{Article}}, {{Lien web}} et/ou {{Bibliographie}}. Le mode d'édition visuel peut mettre en forme automatiquement les références.
- Insérer une infobox (cadre d'informations à droite) n'est pas obligatoire pour parachever la mise en page.

Pour une aide détaillée, merci de consulter Aide:Wikification.
Si vous pensez que ces points ont été résolus, vous pouvez retirer ce bandeau et améliorer la mise en forme d'un autre article.
 (mai 2025).
Motif : Les trois sources sont déjà brisées
- Archive Wikiwix
- Bing
- Cairn
- DuckDuckGo
- E. Universalis
- Gallica
- Google
- G. Books
- G. News
- G. Scholar
- Persée
- Qwant
- (zh) Baidu
- (ru) Yandex
- (wd) trouver des œuvres sur Wikidata

| 1. | Préciser le motif de la pose du bandeau. | Précisez le motif de la pose du bandeau en utilisant la syntaxe suivante : {{admissibilité à vérifier\|date=juin 2025\|motif=remplacez ce texte par le motif}}               |
| 2. | Informer les utilisateurs concernés.     | Pensez à avertir le créateur de l'article, par exemple, en insérant le code ci-dessous sur sa page de discussion : {{subst:avertissement admissibilité à vérifier\|OOOTOKO}} |

Modèle:Infobox Musique (groupe)
OOOTOKO est un collectif musical belge fondé en 2022 par le violoniste Damien Chierici, également membre du groupe Dan San. Il réunit 19 musiciens issus de différents horizons musicaux et stylistiques. Le groupe est reconnu pour sa fusion éclectique de musique de chambre, pop orchestrale, jazz, folk et rock progressif.

## Historique
Le projet voit le jour à la suite d'une carte blanche offerte à Damien Chierici lors du Festival d’Art de Huy en 2022. De cette collaboration naît un collectif intergénérationnel, aux sonorités inclassables. Le nom OOOTOKO, signifiant « colosse » en japonais, reflète l’ampleur du groupe et de ses ambitions artistiques.

## Style musical
La musique d'OOOTOKO se caractérise par une approche orchestrale et cinématographique. Les compositions, dirigées par Chierici, mêlent des arrangements classiques à des éléments contemporains. Les influences revendiquées incluent François de Roubaix, Snarky Puppy, Bonobo et Sigur Rós.

## Membres
- Damien Chierici – violon, composition (membre de Dan San, Kowari, DUPLEX, Yule, ARDENT, 100 VOLTAS)
- Leticia Collet – chant (membre de Dan San et de Condore)
- Elena Lacroix – chant (fondatrice du groupe Eosine)
- Barbara Petitjean – chant (connue sous le nom de scène Benni)
- Maxime Lhussier – chant (membre de Dan San, Danube)
- Jérôme Magnée – chant (membre de Dan San)
- Thomas Médard – chant (membre de Dan San, projet solo The Feather)
- Liam Ó Maonlaí – chant, bodhrán, piano (membre de Hothouse Flowers)
- Didier Laloy – accordéon diatonique (membre de Garam Masala, Trio Trad)
- Louan Kempenaers – piano (membre de Kowari et Aucklane)
- Quentin Nguyen – claviers (membre de Super Ska, Walk On The Moon)
- Jean-Paul Kasprzyk – guitare
- Christelle Heinen – violoncelle (a collaboré avec Miossec, A Winged Victory for the Sullen, Il Novecento, Golden Symphonic Orchestra, William Sheller, Quatuor Art=Shock)
- Antoine Dawans – trompette, bugle (membre de Ekko Trio, Orchestra Vivo!, Super Ska, The Brums, Walk On The Moon)
- Clément Dechambre – flûtes, clarinette basse, saxophone (membre de The Brums, L’Œil Kollectif, Bruits de souffle, UN, Puma-Dechambre)
- Olivier Cox – batterie (membre de Dan San, collabore aussi avec Sharko)
- Moran Le Bars – percussions (participe au projet Aquasonic de l'ensemble danois Between Music)
- Bernard Thoorens – basse, contrebasse (membre de Dalton Télégramme, Old Jazzy Beat Mastazz)
- Nicolas Villers – trombone (membre de LAPS Ensemble, Orchestre de l’Opéra Royal de Wallonie-Liège)

## Discographie
- OOOTOKO (album, 2024), Flak Records

## Réception critique
L’album éponyme OOOTOKO, sorti en 2024, a reçu un accueil favorable dans la presse musicale indépendante et radiophonique. Le site américain A Closer Listen décrit l’œuvre comme « un chef-d'œuvre orchestral d’envergure, un album où chaque piste semble raconter une histoire différente, avec un équilibre parfait entre virtuosité et émotion ».
Le morceau « Medellin » est salué par Nagamag pour « son ambiance immersive et ses textures jazz organiques ».
Le webzine belge JazzMania parle d’« une expérience sensorielle d'une grande richesse », tandis que Mes Critiques évoque « une fresque sonore élégante et variée ».
Sur les ondes de la radio belge Classic 21, l’album est mis en avant dans l’émission Génération 21, qui présente le groupe comme « l’un des projets musicaux belges les plus originaux et ambitieux de l’année ».
Le magazine culturel européen Metal Magazine souligne la « dimension cinématographique et narrative omniprésente dans l'album ».
- RTBF qualifie le groupe d’« ovni musical liégeois »« Oootoko: 19 musiciens à bord d'un ovni musical liégeois »(Archive.org • Wikiwix • Archive.is • Google • Que faire ?).
- Larsen explore la genèse du collectif via le portrait de Damien Chierici« Articles Avant-plan Damien Chierici »(Archive.org • Wikiwix • Archive.is • Google • Que faire ?).
- Earmilk décrit leur titre Theme of Parallax comme « intime et expansif »« OOOTOKO - Earmilk »(Archive.org • Wikiwix • Archive.is • Google • Que faire ?).